# Crêt de la Neige
Le Crêt de la Neige (en español: La Cresta de la Nieve) es el pico más alto del macizo del Jura y del departamento de Ain, en Francia, con una altitud de 1720 metros sobre el nivel del mar. Se encuentra en la comuna Thoiry.
La montaña está dentro del Parque natural regional del Alto Jura (en francés: Parc naturel régional du Haut-Jura).

## Geografía
Cresta de la Nieve tiene una altitud de 1720 metros sobre el nivel del mar con una prominencia de 1267 m. Es un anticlinal del Alto Jura, la parte más oriental y más alta de las montañas francesas del Jura. El pico Le Reculet le sigue en altura con 1718 m.
La montaña se encuentra entre las comunas Lélex (hacia el noroeste) y Thoiry (hacia el sureste) en el departamento de Ain. Está en el Pays de Gex (el distrito de Gex), a unos 17 km al noroeste de la ciudad de Ginebra. Le rodea el llano del Pays de Gex hacia el este y el valle del Valserine (un valle en las montañas del Jura formado por el río Valserine) hacia el oeste.
Desde la cima, o cerca de la cima ya que esta está cubierta con arbustos y muchos árboles, es posible ver Ginebra y el Pays de Gex y hay una vista de 360° del lago Lemán, el valle del Valserine, La Dôle (un pico de las montañas del Jura que se encuentra en Suiza) y los Alpes. En un día claro, es posible ver la cordillera de los Vosgos y la Selva Negra.

## Ascensiones
La vía de escalada más accesible es partiendo desde el punto de observación del Tiocan que se encuentra luego de Thoiry.

## Gallería

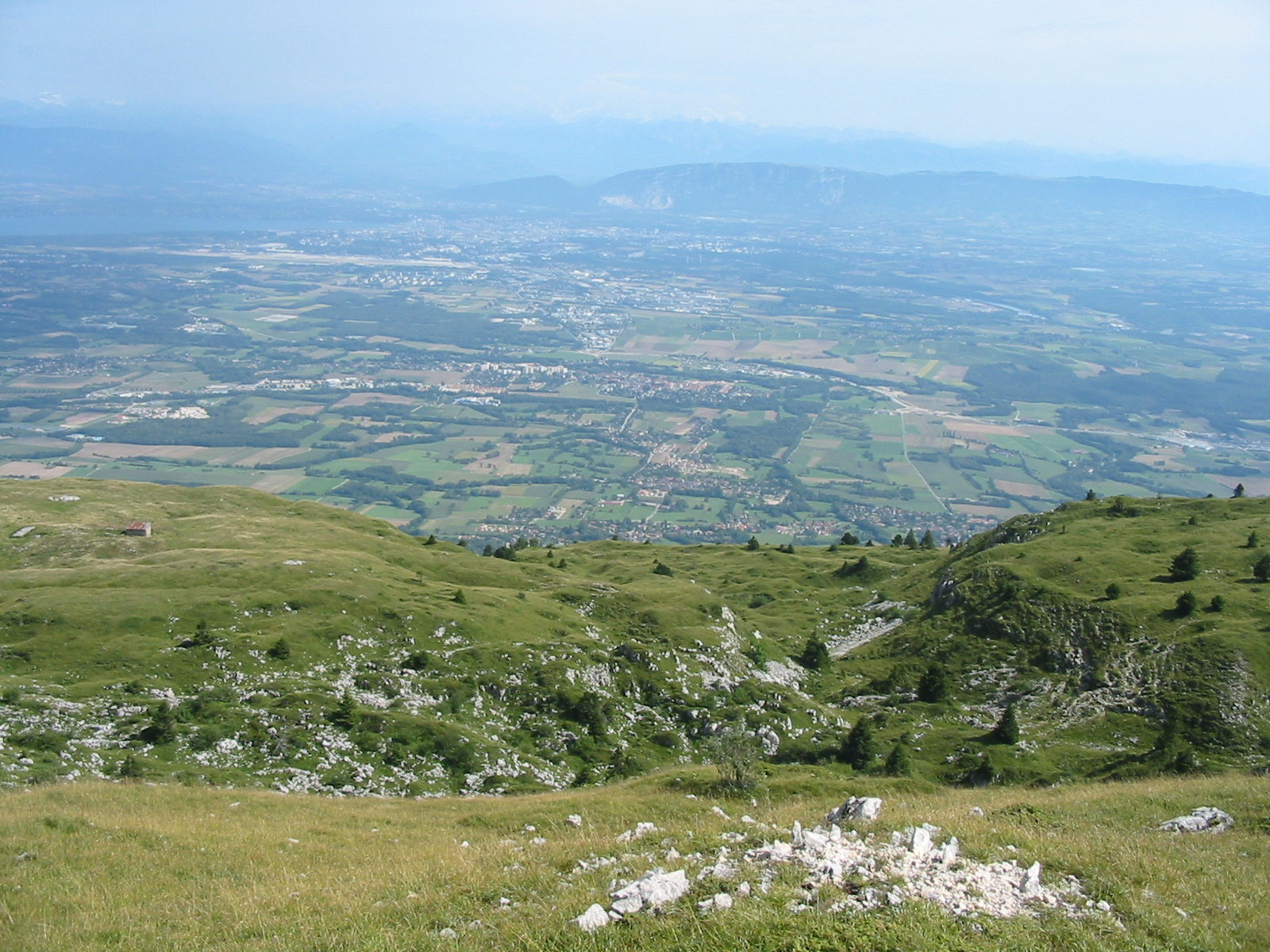
Vista hacia Ginebra desde la cima de Cret de la Neige.
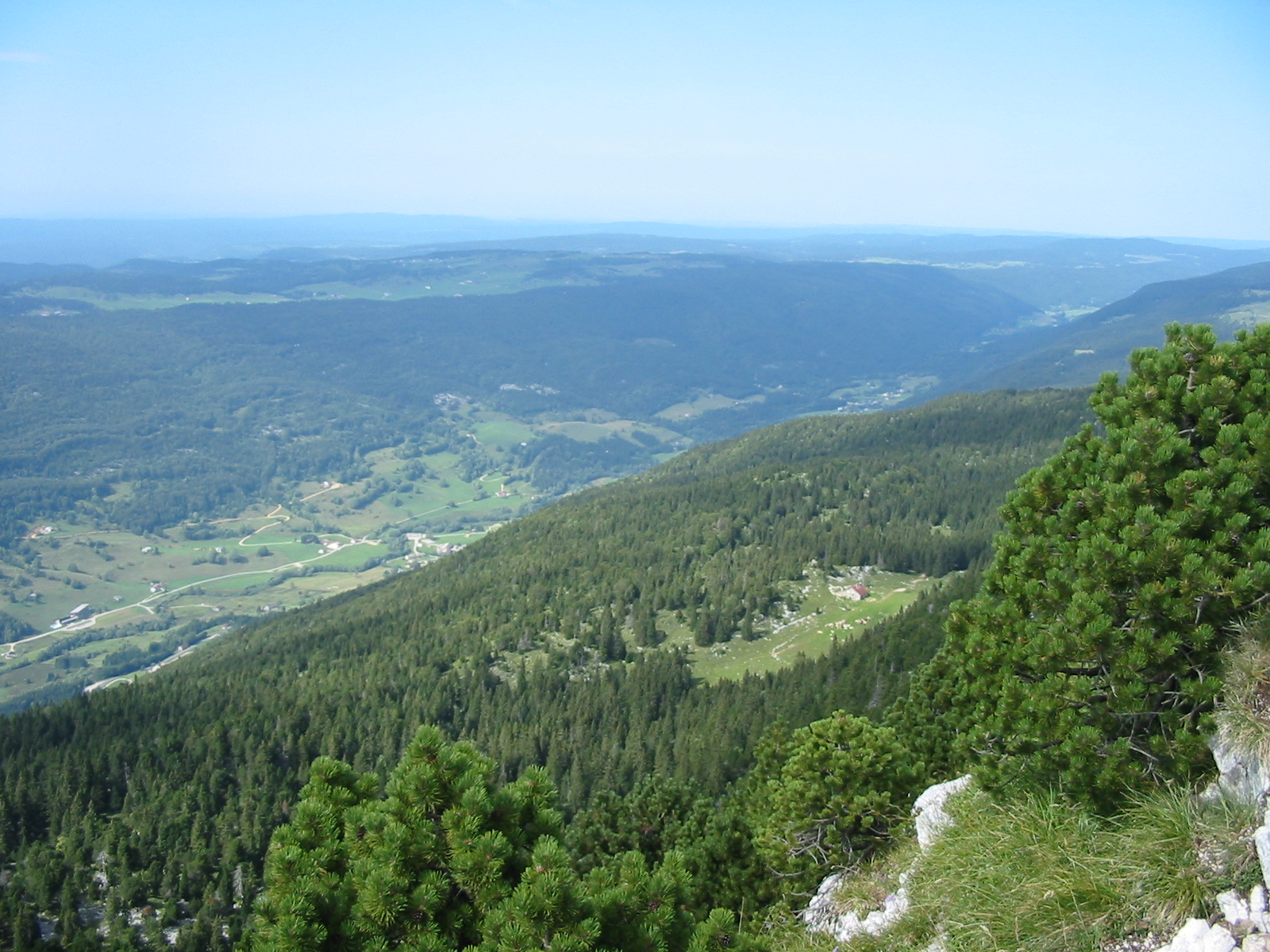
Vista hacia Lélex desde Crêt de la Neige.
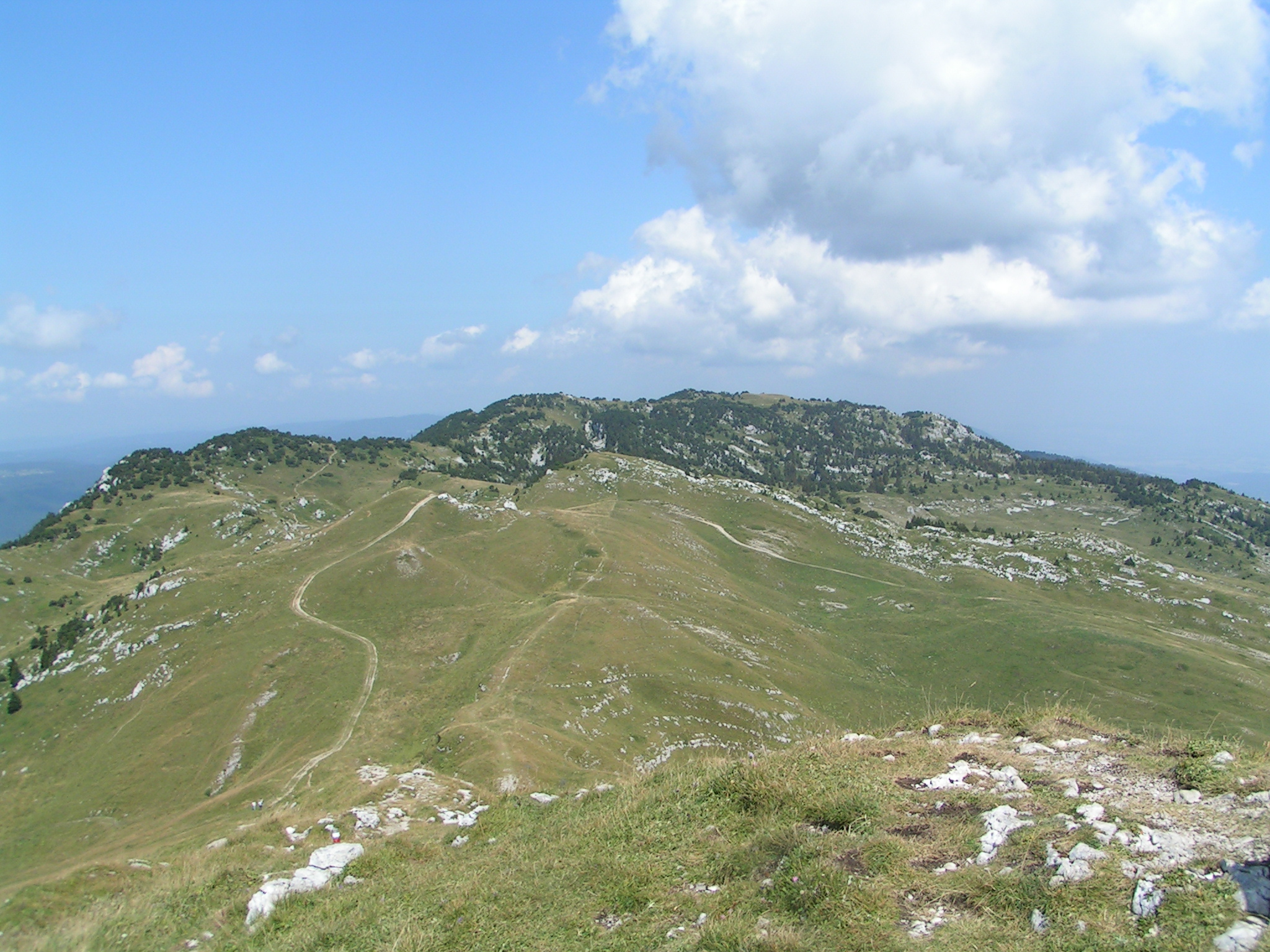
Crêt de la Neige vista desde la cima de Le Reculet.
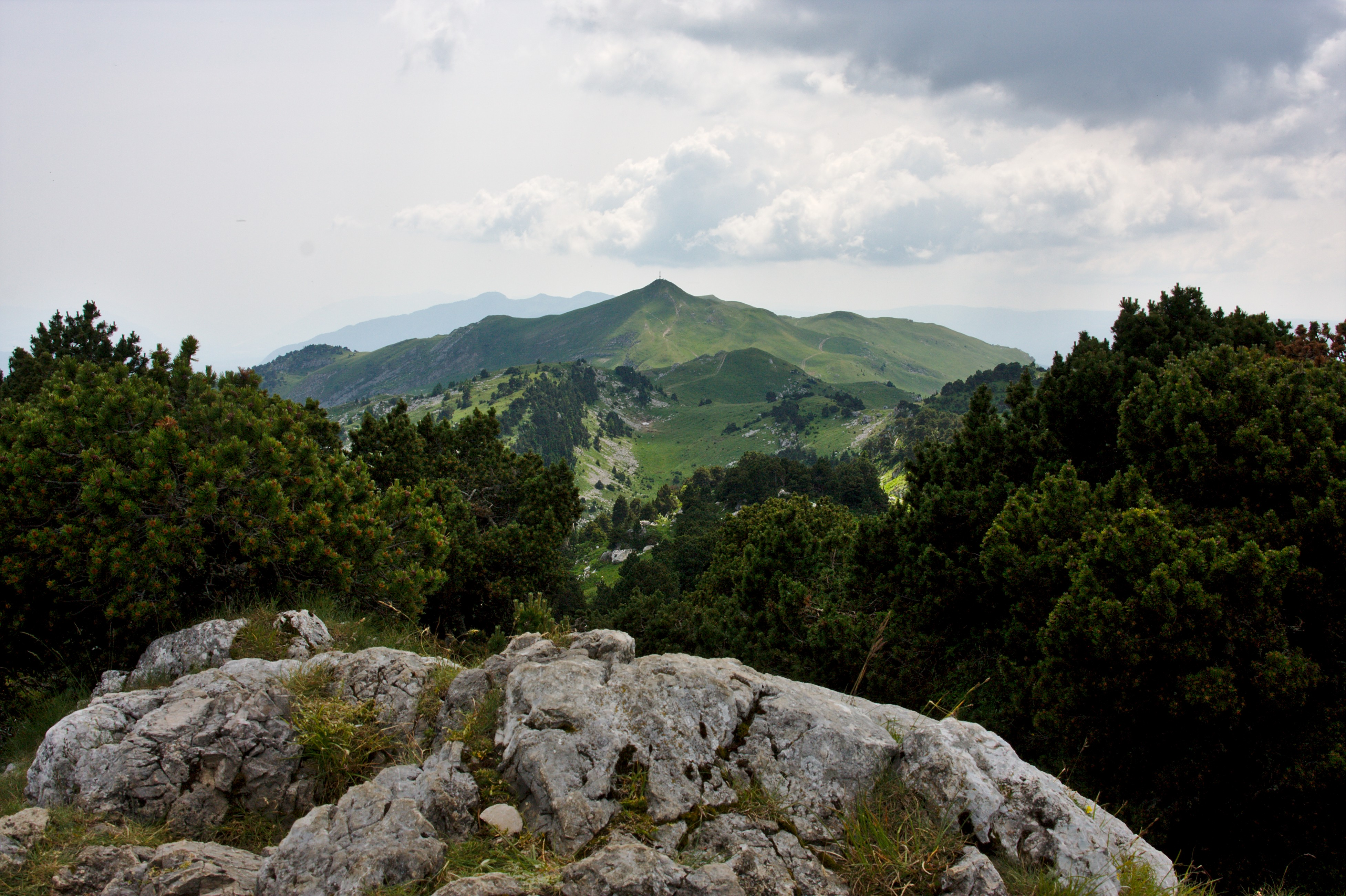
Le Reculet visto desde Crêt de la Neige.